# غلوريا ماكاباغال أرويو
غلوريا ماكاباغال أرويو (5 أبريل 1947 -). رئيسة جمهورية الفلبين سابقا، وتعتبر الرئيسة الرابعة عشر لجمهورية الفلبين. تولت رئاسة الفلبين خلفًا لجوزيف استرادا (حيث كانت نائبة له بين عامي 1998-2001) حتى عام 2010. هي ابنة رئيس سابق للفلبين هو ديوسدادو ماكاباغال، كما أنها ثاني رئيسة للفلبين بعد كورازون أكينو.

## حياتها المبكرة
وُلدت غلوريا ماكاباغال أرويو باسم ماريا غلوريا ماكارايغ ماكاباغال في 5 أبريل 1947 في سان خوان، ريزال، الفلبين، لوالديها ماكاباغال وزوجته إيفا أنجلينا ماكارايغ ماكاباغال. نشأت في لوباو، بامبانغا وخلال الإجازات الصيفية، عاشت مع جدتها لأمها في مدينة إليغان. وهي ماهرة متعددة اللغات، تتقن اللغة الإنجليزية والتاغالوغ (اللغة الوطنية) والإسبانية والفرنسية والعديد من اللغات الفلبينية الأخرى.
انتقلت مع عائلتها إلى قصر مالاكانانغ في مانيلا. سُمّيت المدينة على شرفها، غلوريا، أورينتال ميندورو. التحقت بدير لتلقي تعليمها الابتدائي والثانوي، وتخرجت منه طالبة متفوقة عام 1964. ثم درست أرويو لمدة عامين في مدرسة والش للخدمة الخارجية بجامعة غورغتاون في واشنطن العاصمة. حيث كانت زميلة رئيس الولايات المتحدة المستقبلي بيل كلينتون. ثم حصلت على بكالوريوس الآداب في الاقتصاد من كلية أسامبشن في سان لورينزو وتخرجت بامتياز في عام 1968.
عام 1968، تزوجت أرويو من المحامي ورجل الأعمال خوسيه ميغيل أرويو، الذي التقت به عندما كانت مراهقة. كان لديهم ثلاثة أطفال، خوان ميغيل (مواليد 1969)، إيفا أنجلينا لورديس (مواليد 1972) وديوسدادو إغناسيو خوسيه ماريا (مواليد 1974). حصلت على درجة الماجستير في الاقتصاد من جامعة أتينيو دي مانيلا (1978) ودكتوراه في الاقتصاد من جامعة الفلبين ديليمان (1985). من عام 1977 إلى عام 1987، شغلت مناصب تعليمية في العديد من الجامعات، خاصةً جامعة الفلبين وجامعة أتينيو دي مانيلا. أصبحت رئيسة قسم الاقتصاد في كلية أسامبشن.
عام 1987، دعتها الرئيسة كورازون أكينو للانضمام إلى الحكومة كمساعد وزير التجارة والصناعة. رُقّيت إلى وكيل وزارة بعد ذلك بعامين. في منصبها كمدير تنفيذي لمجلس تصدير الملابس والمنسوجات، أشرفت أرويو على النمو السريع لصناعة الملابس في أواخر الثمانينيات.

## السيناتور
دخلت أرويو السياسة في انتخابات عام 1992، حيث ترشحت لعضوية مجلس الشيوخ. في أول انتخابات عامة بموجب دستور عام 1987، يفوز المرشحون الإثني عشر الأوائل الذين حصلوا على أصوات في مجلس الشيوخ بولايةٍ مدتها ست سنوات، والمرشحون الاثنا عشر التاليين بولايةٍ مدتها ثلاث سنوات. احتلت أرويو المرتبة 13 في الانتخابات لمدة ثلاث سنوات. وأعيد انتخابها عام 1995، إذ تصدرت انتخابات مجلس الشيوخ بحوالي 16 مليون صوت.
بصفتها مشرِّعة، قدمت أرويو أكثر من 400 مشروع قانون وصاغت 55 قانونًا خلال فترة عملها كعضو في مجلس الشيوخ، بما في ذلك قانون مناهضة التحرش الجنسي، وقانون حقوق السكان الأصليين، وقانون تنمية الصادرات.
تعرّض قانون التعدين لعام 1995، الذي يسمح بملكية أجنبية بنسبة 100% للمناجم الفلبينية، لانتقادات من الجماعات السياسية اليسارية.

## نائب الرئيس (1998-2001)
فكّرت أرويو في الترشح للرئاسة في انتخابات عام 1998، ولكن أقنعها الرئيس فيديل راموس وزعماء حزب لاكاس المسيحيين الديمقراطيين بالسعي بدلًا من ذلك لمنصب نائب الرئيس كنائب لمرشّحها الرئاسي، رئيس مجلس النواب. فازت أرويو بمنصب نائب الرئيس وحصلت على أكثر من ضعف أصوات خصمها الأقرب، زميلها في الانتخابات، السيناتور إدغاردو أنغارا.
بدأت أرويو فترة ولايتها كنائبة للرئيس في 30 يونيو 1998، لتصبح أول امرأة تتولى هذا المنصب. عُيّنت من قبل إسترادا في منصب متزامن في مجلس الوزراء كسكرتيرة للرعاية الاجتماعية والتنمية.
استقالت أرويو من مجلس الوزراء في أكتوبر 2000، وابتعدت عن إسترادا، الذي اتهم بالفساد من قبل مؤيد سياسي سابق، شافيت سينغسون، حاكم إيلوكوس سور. كانت قد قاومت في البداية ضغوط الحلفاء للتحدث ضد إسترادا، لكنها انضمت في النهاية إلى الدعوات المطالبة باستقالة إسترادا.

## الرئاسة (2001-2010)

### الفصل الأول (2001-2004)
كان الربع الأخير من عام 2000 حتى الأسبوع الأول من يناير 2001 فترة من عدم الاستقرار السياسي والاقتصادي بالنسبة للفلبين. في 16 يناير 2001، اتخذت محاكمة العزل منحى جديدًا.  انسحب المُدّعون الخاصون من المحاكمة عندما منع أعضاء مجلس الشيوخ المؤيّدون لإِسترادا فتح دليل يحتوي على سجلات بنكية يُزعم أنها ملك للرئيس جوزيف إسترادا. مع الانسحاب، لم تكتمل محاكمة الإقالة ونزل الفلبينيون في النهاية إلى الشوارع بأعداد كبيرة لمواصلة المطالبة باستقالة الرئيس استرادا.
بعد أيام من مغادرة قصر مالاكانانغ، شكّك محامو الرئيس إسترادا في شرعية رئاسة أرويو أمام المحكمة العليا. وأكد مجددًا أنه لم يستقيل من منصب الرئيس وأن أرويو كانت تعمل فقط بالوكالة.  ير أن المحكمة العليا صوتت بالإجماع لدعم شرعية ولاية أرويو. ونتيجة لذلك، لم يعد إسترادا يتمتع بالحصانة من توجيه التهم إليه.
في الأسبوع الأخير من أبريل 2001، أمر ساندي غانبيان بالقبض على إسترادا وابنه، رئيس البلدية آنذاك غينغوي إسترادا، بتهم السرقة. طالب آلاف المتظاهرين بالإفراج عن إسترادا. وفي النهاية، طالبوا أيضًا بالإطاحة بأرويو. في 1 مايو 2001، ساروا نحو القصر لإجبار أرويو على الرضوخ لمطالبهم. واندلع العنف عندما حاول المتظاهرون اقتحام القصر الرئاسي وصدرت أوامر للجيش والشرطة باستخدام أسلحتهم لإبعادهم. أعلنت أرويو حالة التمرد بسبب أعمال العنف ووُجّه الاتهام إلى الشخصيات السياسية البارزة المرتبطة بإسترادا واعتقالها.

### الفترة الثانية (2004-2010)

#### 2004 مزاعم تزوير الانتخابات الرئاسية
في 30 يونيو 2004، في خرق للتقاليد، ألقت أرويو لأول مرة خطابها الافتتاحي في مانيلا. ثم غادرت إلى مدينة سيبو لأداء اليمين، وهي المرة الأولى التي يؤدي فيها رئيس فلبيني اليمين خارج لوزون.
اكتسبت مزاعم التزوير ضد أرويو ضجة بعد عام واحد من انتخابات مايو 2004. في مؤتمر صحفي عقد في 10 يونيو 2005، ادعى صامويل أونغ، النائب السابق لمدير مكتب التحقيقات الوطني أن لديه تسجيلات صوتية لمحادثات تم التنصت عليها بين أرويو ومسؤول في لجنة الانتخابات. عُيَّن فيرغيليو غارسيلانو، مفوض كوميليك السابق، فيما بعد على أنه المسؤول الذي يتحدث إلى أرويو. وطبقًا لما ذكره أونغ، فإن التسجيلات أثبتت على ما يبدو أن أرويو أمرت بتزوير الانتخابات الوطنية لتفوز بنحو مليون صوت ضد بو.

#### حالة الطوارئ
في 24 فبراير 2006، كُشف عن مؤامرة لتولي الحكومة من قبل السلطات، التي يُزعم أن الجنرال دانيلو ليم وغيره من المغامرين العسكريين اليمينيين قد ترأسها. قُبض على الجنرال ليم وبعض رجاله. ولمواجهة التهديد الذي يشكله أعداء الدولة، أصدرت أرويو الإعلان الرئاسي رقم 1017 واستخدمَته كأساسٍ لإعلانِ حالة الطوارئ في جميع أنحاء الفلبين. قالت أرويو أن هذا الإعلان جاء لقمع التمرد العسكري ووقف العنف الخارج عن القانون وتعزيز السلام والاستقرار. كما خوّل الإعلان الرئاسي رقم 1017 للحكومة سلطة تنفيذ الاعتقالات بدون إذن قضائي والاستيلاء على شركات المرافق الخاصة الإستراتيجية.

## روابط خارجية
- غلوريا ماكاباغال أرويو على موقع الموسوعة البريطانية (الإنجليزية)
- غلوريا ماكاباغال أرويو على موقع مونزينجر (الألمانية)
- غلوريا ماكاباغال أرويو على موقع إن إن دي بي (الإنجليزية)